# NGC 6096
NGC 6096 este o liner situată în constelația Coroana Boreală. A fost descoperită în 24 iunie 1864 de către Albert Marth.